# Бібліотека Палафоксіана
19°02′33″ пн. ш. 98°11′56″ зх. д. / 19.0425° пн. ш. 98.1989° зх. д.
Бібліотека Палафоксіана (Biblioteca Palafoxiana) — бібліотека в центральному мексиканському місті Героїка-Пуебла-де-Сарагоса. Вона була заснована в 1646 році з ініціативи іспанського єпископа та віце-короля Нової Іспанії Хуана де Палафокса і Мендоси. Це перша публічна бібліотека в колоніальній Мексиці, яку іноді називають найстарішою бібліотекою на американському континенті. У 1673 році було завершено будівництво нової будівлі. Землетрус 1999 року пошкодив бібліотеку, що спонукало до проведення реставраційних робіт. У 2005 році бібліотека була включена до списку всесвітньої спадщини ЮНЕСКО .

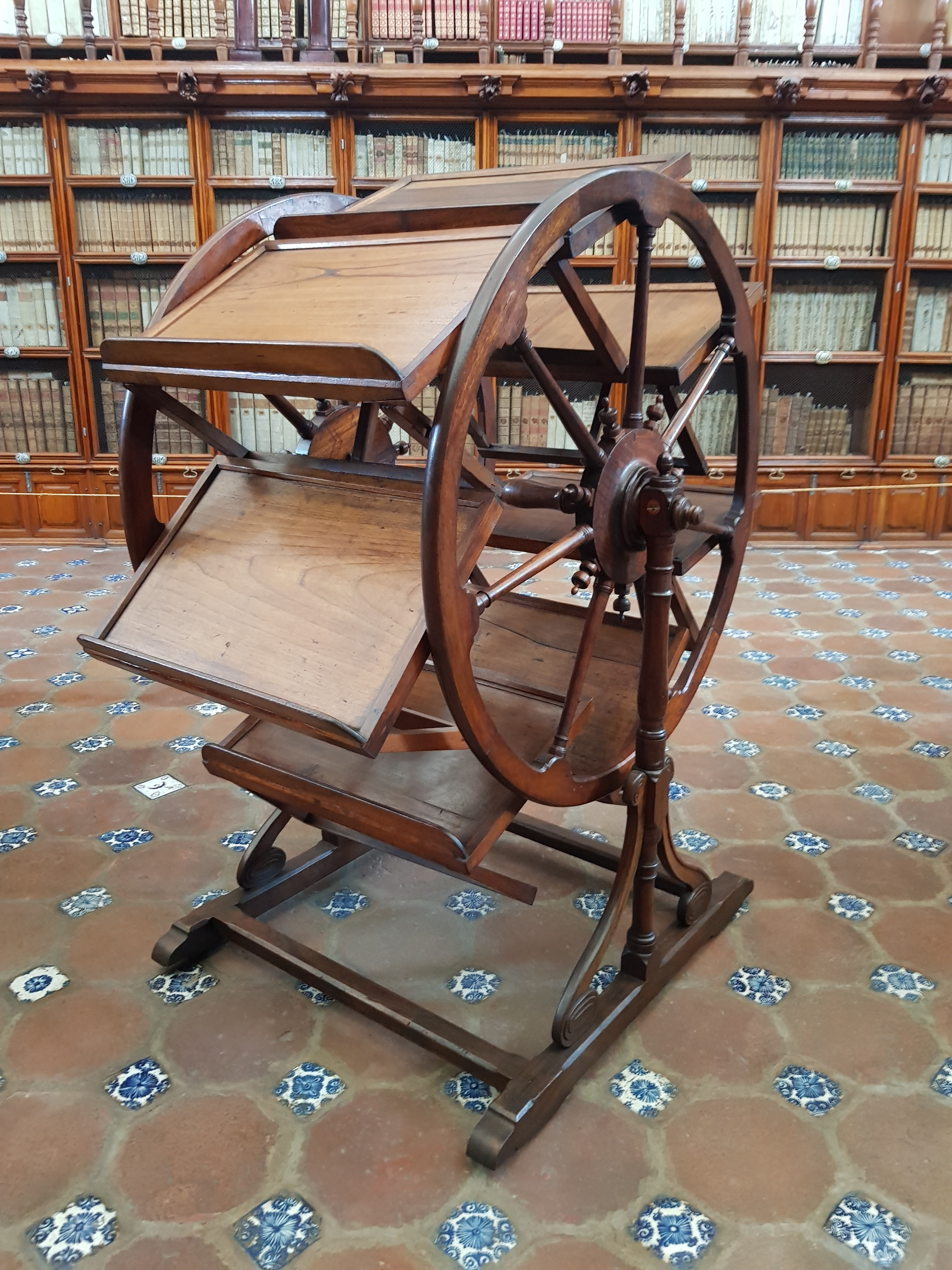
Книжкове колесо в бібліотеці

Фонди включають 41 000 одиниць зберігання, зокремаі дев'ять інкунабул. Експоновані книги згруповані в тематичні групи та виставлені на вітринах.
Бібліотека, розташовану в Будинку культури Пуебла (Casa de la Cultura de Puebla ), відкрита для відвідувачів. 